# Badische Landeszeitung
Die Badische Landeszeitung erschien ab 1849 bei Macklot in Karlsruhe als Tageszeitung: zunächst noch mit dem Titel Die Biene, dann kurzzeitig als Badische Landesblätter, bevor sie mit dem Namen Badische Landeszeitung jenen Titel fand, den sie bis zu ihrer Einstellung 1922 tragen sollte.

## Geschichte
Die Zeitung vertrat spätestens ab der Umbenennung in Badische Landeszeitung nationalliberale Positionen und galt bald als führendes nationalliberales Blatt in Baden. Durch den Wiederabdruck von Artikeln aus anderen liberalen Zeitungen bietet die Badische Landeszeitung einen guten Überblick in die Entwicklung liberaler Parteien im Deutschen Reich.
Die Zeitung ging 1895 an Otto Reuß, Besitzer der Konstanzer Zeitung, über, der sie wiederum 1899 an ein Konsortium aus Mitgliedern der Nationalliberalen Partei veräußerte. Mit der Auflösung der Nationalliberalen Partei nach dem Ende des Ersten Weltkriegs verlor die Badische Landeszeitung ihre Bedeutung und ging 1922 in der Badischen Presse auf.